# سمكة السيف (فلم)
سمكة السيف (بالإنجليزية: Swordfish) هو فيلم جريمة تم إنتاجه في الولايات المتحدة سنة 2001. من بطولة جون ترافولتا وهيو جاكمان وإخراج دومينيك سينا.

## بطولة
- جون ترافولتا
- هيو جاكمان
- هالي بيري
- دون شيدل
- فيني جونز
- دريا دي ماتو

## القصة
يدرج من ضمن الأفلام التي تناولت ظاهرة القرصنة الإلكترونية وكيف تساهم في سرقة أكبر البنوك، جسد «هيوجاكمان» دور خبير الكمبيوتر الذي يقوم بعملية قرصنة على أحد البنوك لحساب إحدى العصابات الإرهابية.

## الميزانية والإيرادات
بلغت تكلفة إنتاج الفيلم حوالي 102,000,000 دولار بينما حقق أرباحا تقدر بـ 147,080,413 دولار.

## وصلات خارجية
- مقالات تستعمل روابط فنية بلا صلة مع ويكي بيانات